# Restaurant W6

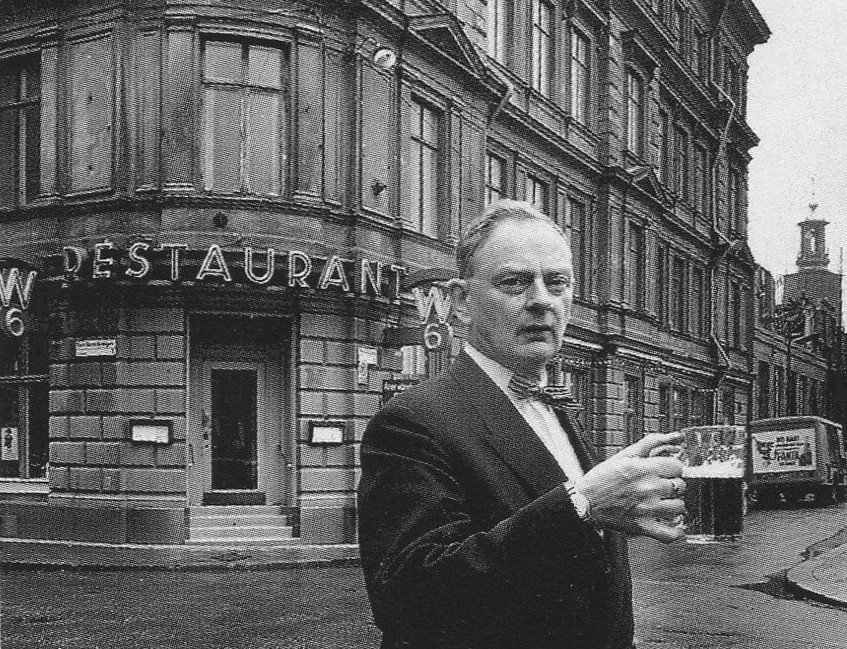
Källarmästare Bertil Olsson med "gravöl" framför Restaurant W6, som rivs kort därefter, september 1965.

Restaurant W6 låg i hörnet Herkulesgatan / Klara västra kyrkogata på Norrmalm i Stockholm. W6 öppnade 1875 och existerade på olika adresser tills den försvann i samband med rivningarna av Klarakvarteren i mitten av 1960-talet. 

## Historik

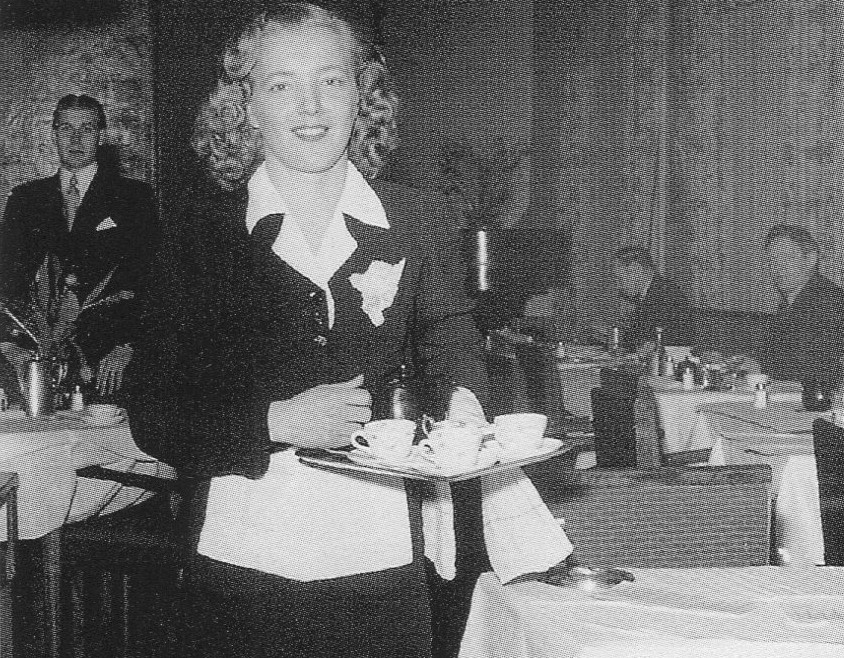
Servitris på W6, 1947.

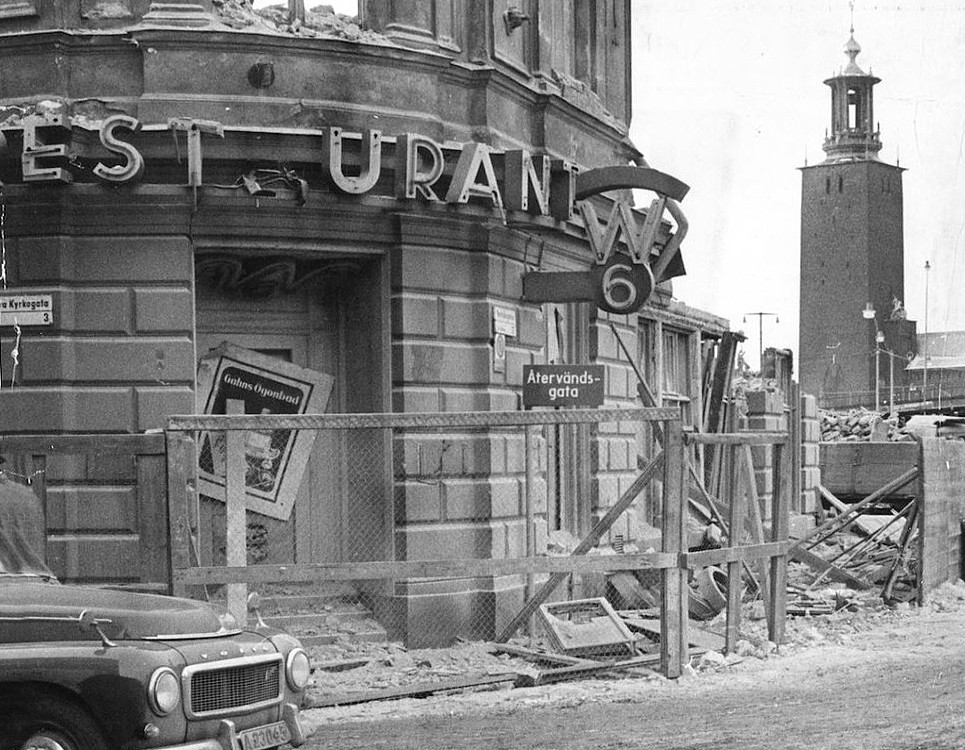
Här rivs kvarteret och W6, 1966.

Restaurant W6 bytte adress tre gånger och fanns till en början vid Karduansmakargatan där krögaren Frans Lindqvister öppnade den 1875. Namnet W6 hade han helt enkelt tagit från Ordenssällskapet W:6. Mer än namnet hade restaurangen dock inte gemensamt med ordenssällskapet. Närheten till den just invigda Stockholms centralstation och den nya, eleganta Vasagatan samt en "varierade matsedel" lockade gäster, men W6 kom framför allt att bli förknippat med Stockholms tidningar som Nya Dagligt Allehanda, Svenska Dagbladet och Dagens Nyheter. 
På 1880-talet flyttade Nya Dagligt Allehanda till samma hus som W6 och därmed började restaurangen bli en stamlokal för Stockholms journalister och tidningsredaktörer. År 1897 flyttade W6 till Svenska Dagbladets hus vid Karduansmakargatan 13. Tidningens och restaurangens lokaler låg mycket nära och det fanns direktförbindelse via en spiraltrappa mellan båda. 
År 1915 flyttade W6 en tredje gång, nu till kvarteret Snäckan, hörnet Herkulesgatan 25 / Klara västra kyrkogata 3, inte långt från Dagens Nyheters redaktion. Samma år övertogs W6 av Stockholmssystemet och politikern och nykteristen Ivan Bratt blev högste chef vilken anlitade krögaren Ivar Fallström för det praktiska arbetet. Det blev inskränkningar i spritserveringen och den tidigare nattöppna restaurangen stängde redan klockan elva på kvällen. Det gillades inte av W6:s gäster, speciellt nattarbetade journalister som fick gå hem hungriga. Många lovade att inte sätta sin fot där så länge Bratt styrde och ställde.
Stockholmssystemet på W6 varade i tre år sedan övertog Sveriges Allmänna Restaurangaktiebolag (SARA) verksamheten som återgick till tidigare praxis gällande sprithantering och öppettider. På 1920-talet lät SARA genomföra en omfattande renovering av restaurangen. W6 kom att bli stamlokal för tidningsjournalister och DN:s chefredaktör, Herbert Tingsten, hade ett eget bord långt in i lokalen. Till stamgästerna hörde även Nils Ferlin. 1955 började kocken och krögaren Leif Mannerström som köksbiträde.  Istället för "Dubbel-ve sex" kallades W6 kort "Säcken" av sina stamgäster. 
I mitten av 1960-talet ryckte grävskoporna allt närmare i det stora cityomdanings-projektet; Norrmalmsregleringen. I september 1965 poserade W6 siste källarmästare, Bertil Olsson, med en ”gravöl” framför sin restaurang och konstaterade att hans lokal var lika tom som Klarakvarteren.

## Området idag
Gathörnet Herkulesgatan/Klara västra kyrkogata försvann i och med Norrmalmsregleringen. Hela området förändrades totalt. Kvarteret Snäckan slogs ihop med delar av grannkvarteret Sköldpaddan. Här uppfördes Sheraton Stockholm Hotel (invigd 1971) och KPMG-huset (invigd 1973). Även Klara västra kyrkogatas sydligaste del utgick och ersattes av Tysta Marigången. Tre andra populära tidningsrestauranger, S:ta Clara, Tennstopet och Löwenbräu försvann också med Klarakvarteren men öppnade åter på nya adresser och existerar än idag. W6 stängde dock för gott.